# Caramelldansen
《Caramelldansen》은 스웨덴의 밴드 카라멜이 부른 유로비트 댄스 음악이다.
2001년에 발매한‘Supergott’앨범의 첫 번째 트랙이며, 2006년 해외 동영상 사이트에서 매드 무비가 업로드되었고, 그 매드 무비를 통해 2008년 전 세계적으로 인기를 끌고 있다.

## SpeedyCake Remix
게임 포포탄의 오프닝을 이용한 GIF애니메이션이 해외에서 큰 인기를 끌었었다. 2006년 8월 음악 속도를 1.2배 빠르게 편집한 카라멜단센과 GIF이미지가 합쳐저 hongfire.com에 업로드 되었으며, 곧바로 곡명과 아티스트의 정보에 관심을 가지는 사람들이 나타났다. 이에 따라 동영상 업로더는 원곡과 리믹스곡을 공개했는데, 리믹스곡의 파일명이 caramelldansen_speedycake였기 때문에 현재도 1.2배속의 카라멜단센을 이 이름으로 부르고 있다.

## 웃웃우마우마
2007년말 speedycake와 포포탄 GIF애니메이션이 합쳐진 영상을 인용한 매드 무비가 웃웃우마우마(ウッーウッーウマウマ(ﾟ∀ﾟ) 실제 가사는 o-o-oa-oa)란 제목으로 니코니코 동화에 업로드되기 시작하면서, 다양한 애니메이션과 게임의 다양한 캐릭터들이 패러디에 인용되었다.
현재 GIF애니메이션의 춤동작을 웃웃우마우마 라고 부르고 있다.

## 같이 보기
- 포포탄
- 니코니코 동화